# Osmerus spectrum
Osmerus spectrum је зракоперка из реда Osmeriformes и фамилије Osmeridae. 

## Угроженост
Подаци о распрострањености ове врсте су недовољни.

## Распрострањење
Врста је присутна у Канади и Сједињеним Америчким Државама.

## Станиште
Станиште врсте су слатководна подручја.